# Mohammed Bijeh
Mohammed Bijeh (Pakdasht, Teerão, 7 de fevereiro de 1982 – Pakdasht, 16 de março de 2005) foi um assassino em série iraniano. Confessou em tribunal ter violado e assassinado 31 jovens rapazes entre março e setembro de 2004, tendo sido sentenciado a 100 chicotadas, seguidas de execução. Todos os rapazes tinham entre 8 e 15 anos de idade.

## Execução
A 16 de março de 2005, em Pakdasht, Irão, uma cidade próxima de uma área deserta onde as mortes ocorreram, em frente de uma multidão de 5000 pessoas, a camisola de Bijeh foi tirada e ele foi algemado a um poste de ferro, onde recebeu chicotadas de vários oficiais. Caiu várias vezes no chão durante o castigo, mas nunca chorou ou gritou. O parente de uma das vítimas conseguiu passar pela multidão e esfaqueou Bijeh. A mãe de uma das outras vítimas pôs uma corda azul de nylon à volta do seu pescoço e ele foi arrastado por 10 metros no ar por um guindaste até morrer.